# Sarcophilus
Sarcophilus is een geslacht van de echte roofbuideldieren waarvan de Tasmaanse duivel (S. harrisii) de enig overlevende soort is. Er zijn minstens drie uitgestorven soorten bekend: Sarcophilus laniarius Owen, 1838, Sarcophilus moornaensis Crabb, 1982 en Sarcophilus prior De Vis, 1883. Sarcophilus behoort tot de Dasyurini, waarbinnen het waarschijnlijk het nauwste verwant is aan de buidelmarters (Dasyurus). Dit geslacht bewoont het eiland Tasmanië.

## Beschrijving
De donkere vacht bevat langwerpige, witte vlekken op borst en stuit. De lichaamslengte ligt tussen de 52 en 80 cm en de staartlengte ligt tussen de 23 tot 30 cm. Het gewicht ligt tussen de 4 en 12 kg.

## Synoniemen
- Diabolus Gray, 1841
- Ursinus Boitard, 1841

## Leefwijze
Dit is het grootste carnivore buideldier. 's Nachts wordt jacht gemaakt op zowel grote als kleine prooien, van insecten tot wallabies en aas. Bij bedreiging wordt een blaffend en krijsend geluid gemaakt, waarbij een hoge rug wordt opgezet. Het dier bewoont holen of nissen tussen rotsblokken of wortels. Dit dier leeft doorgaans solitair, maar zijn gevoelige neus brengt hem soms samen met andere soortgenoten bij grote kadavers. De krachtige kaken en grote, scherpe tanden zijn speciaal ontwikkeld om taaie huid open te rijten en botten te verbrijzelen. Er wordt wel onderling naar elkaar gesnauwd om de lekkerste hapjes, maar gewonden vallen daarbij zelden.

## Voortplanting
De draagtijd duurt 30 tot 40 dagen. De jongen klampen zich vast aan de 4 tepels in de ondiepe, naar achteren geopende buidel van de moeder.

## Verspreiding
Deze soort komt voor op het eiland Tasmanië in gematigde bossen of bosachtige terreinen en open habitats.